# Ruellia chartacea
Espèce
Classification phylogénétique
Ruellia chartacea est une espèce de plantes à fleurs de la famille des Acanthaceae. C'est une plante herbacée originaire d'Amérique

## Synonymes
Selon "The Plant List" 12 juin 2012
- Aphelandra chartacea T.Anderson 1864

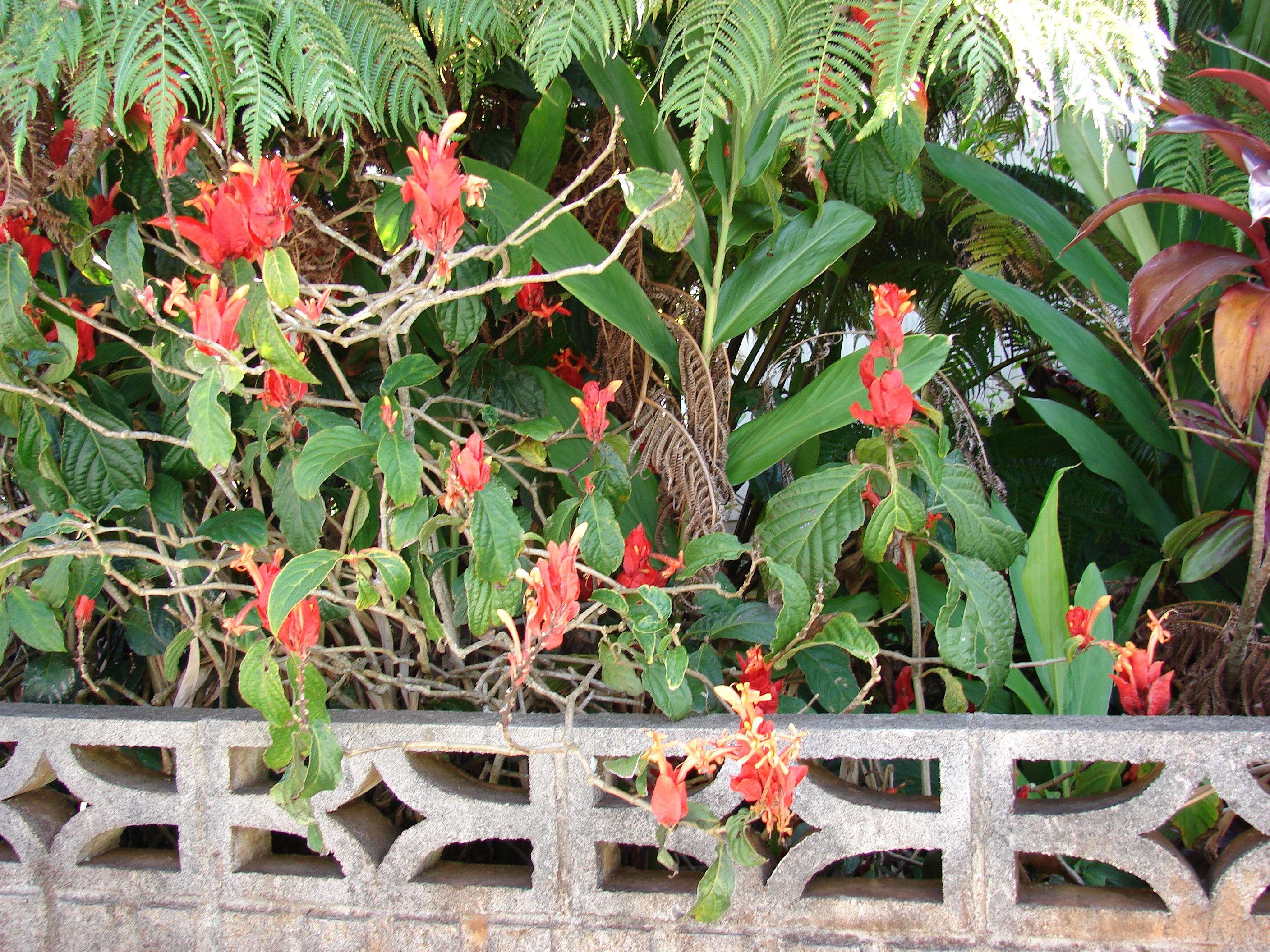
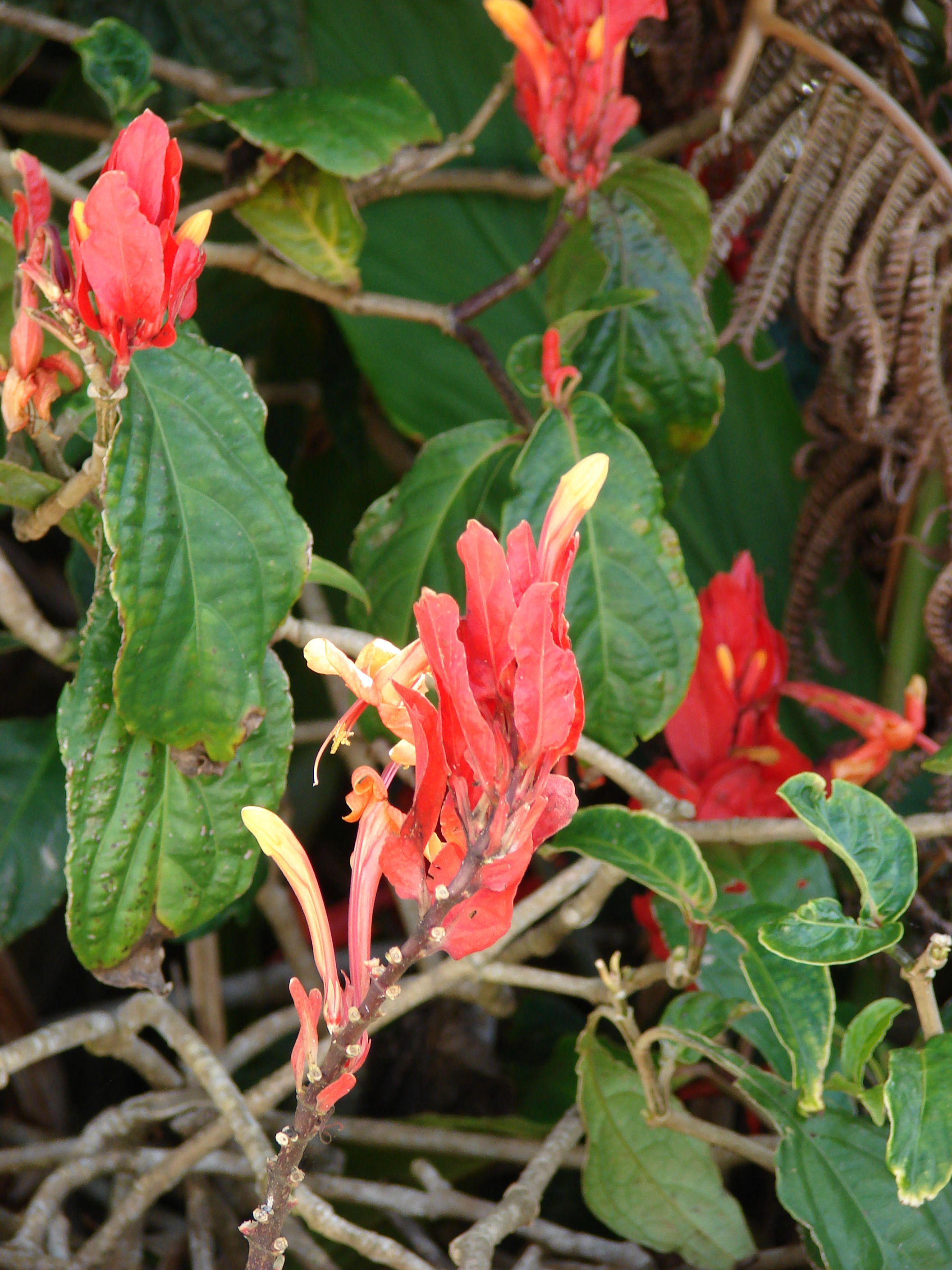
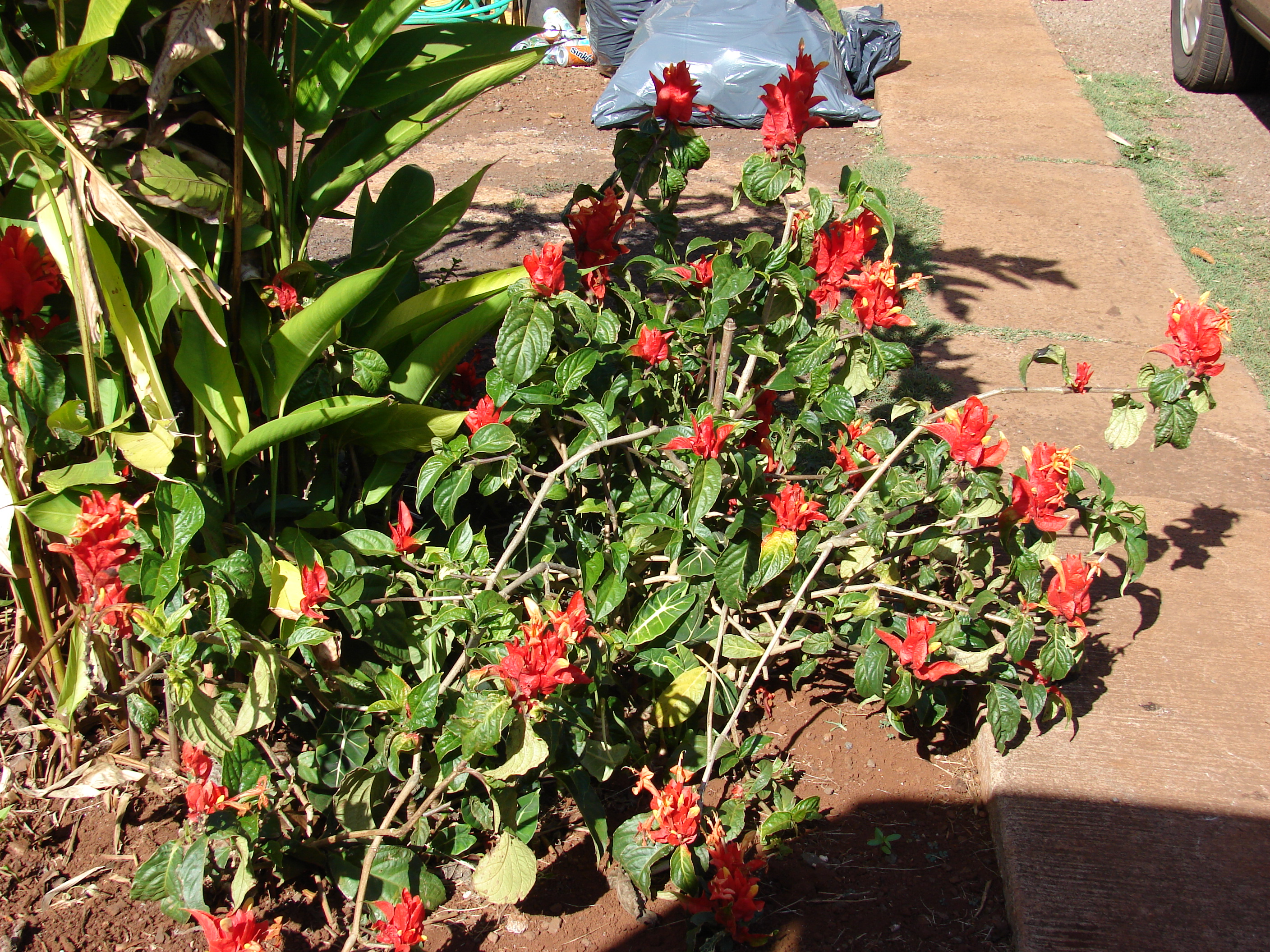
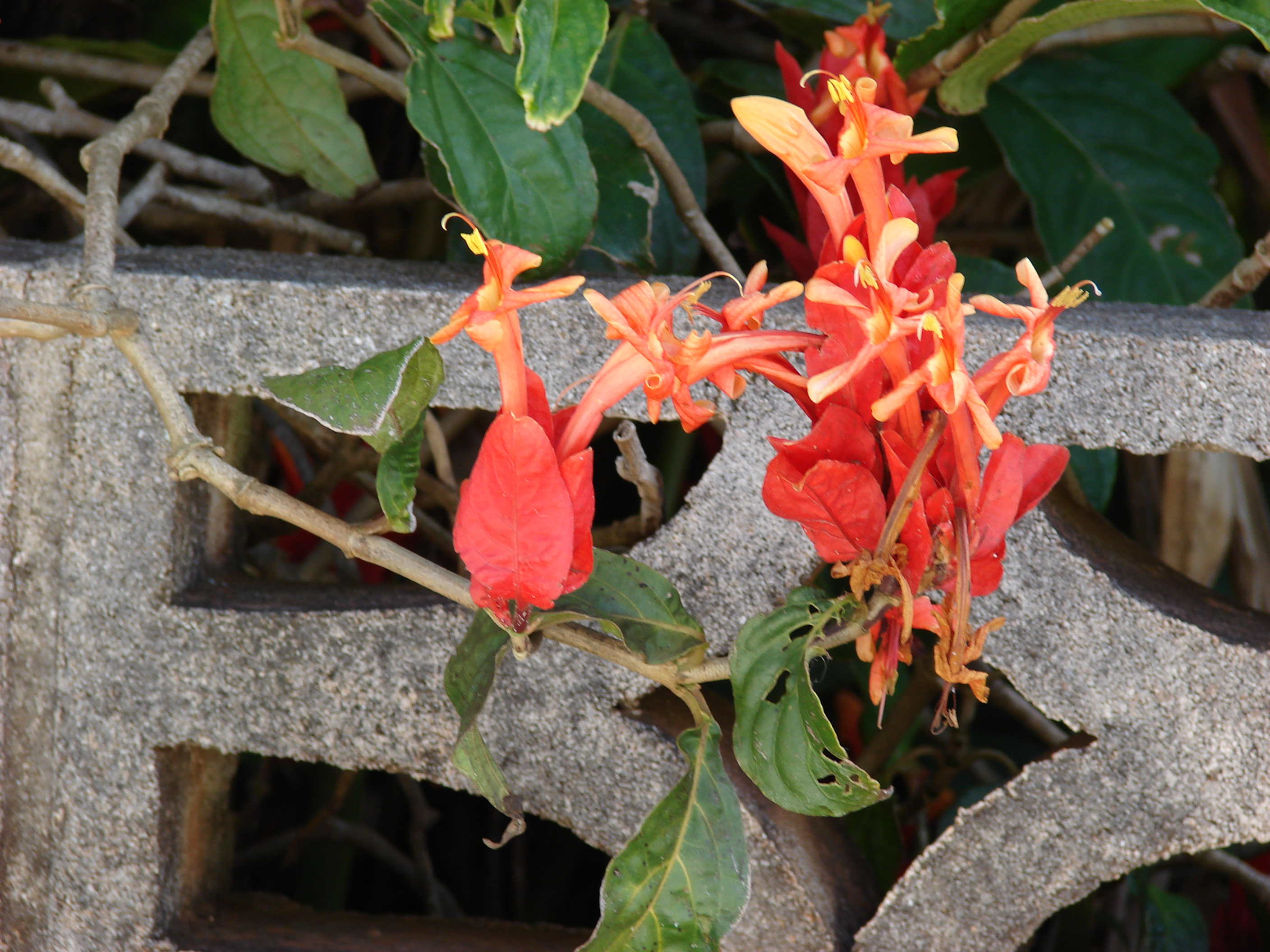
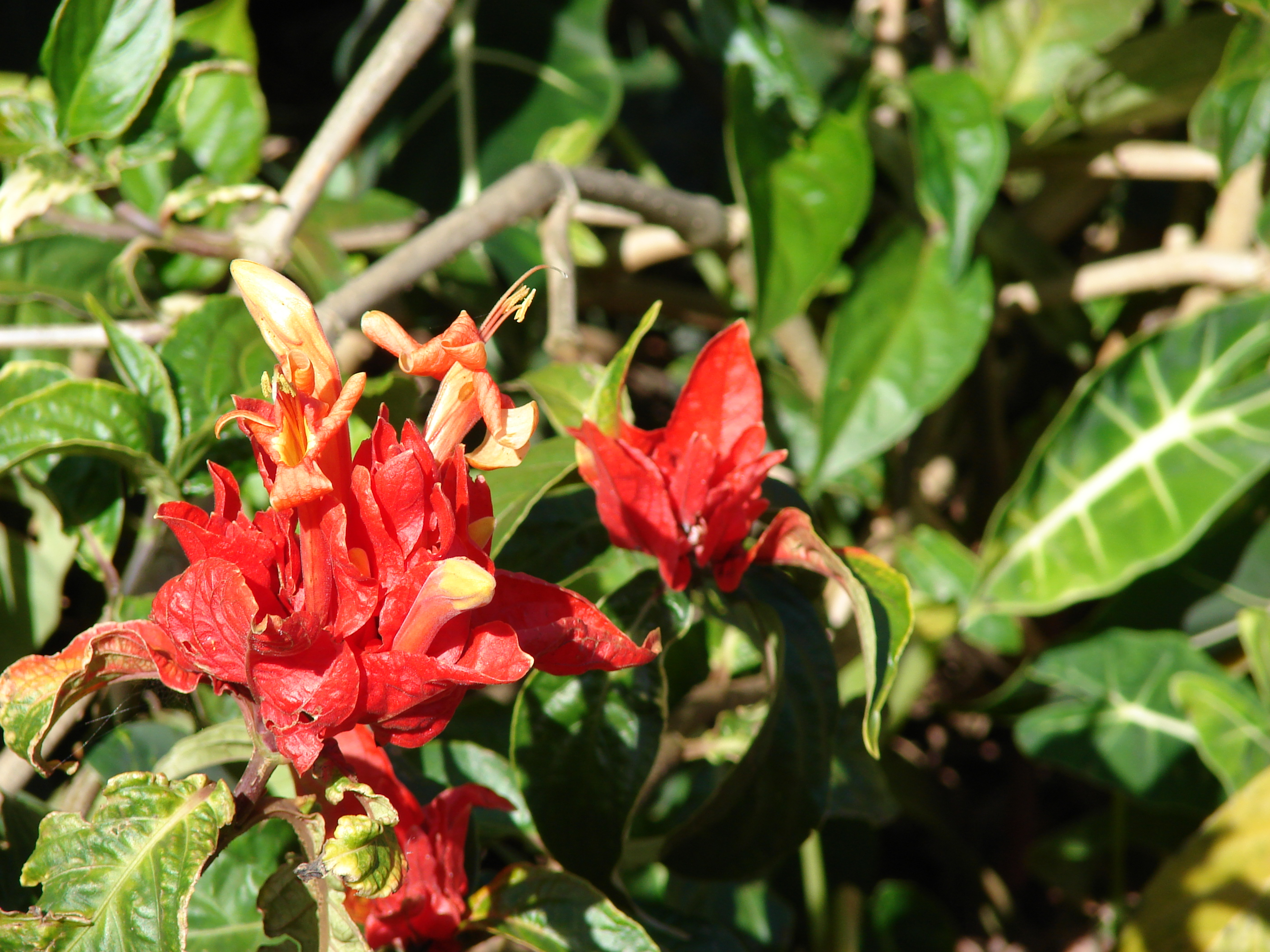
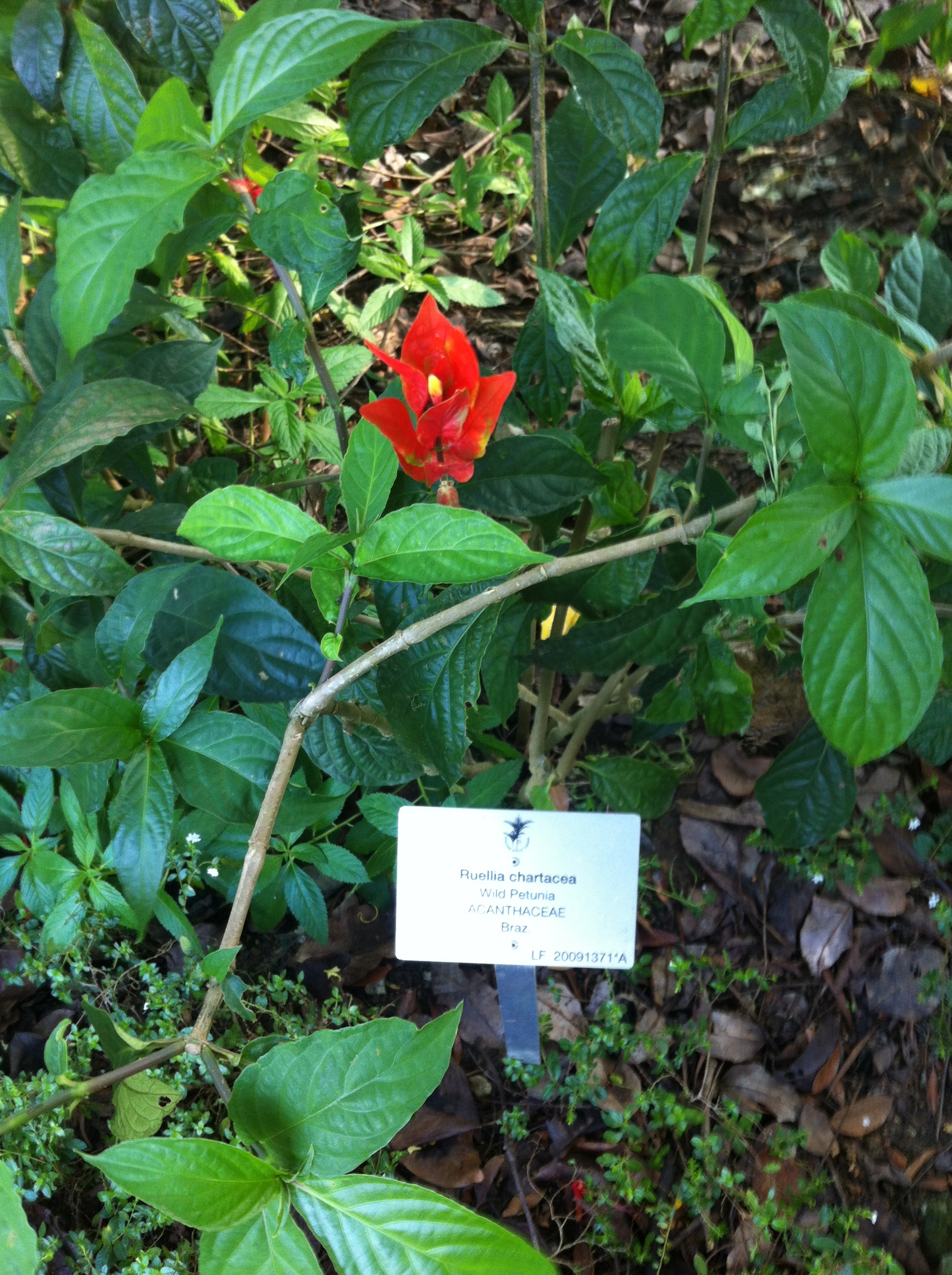
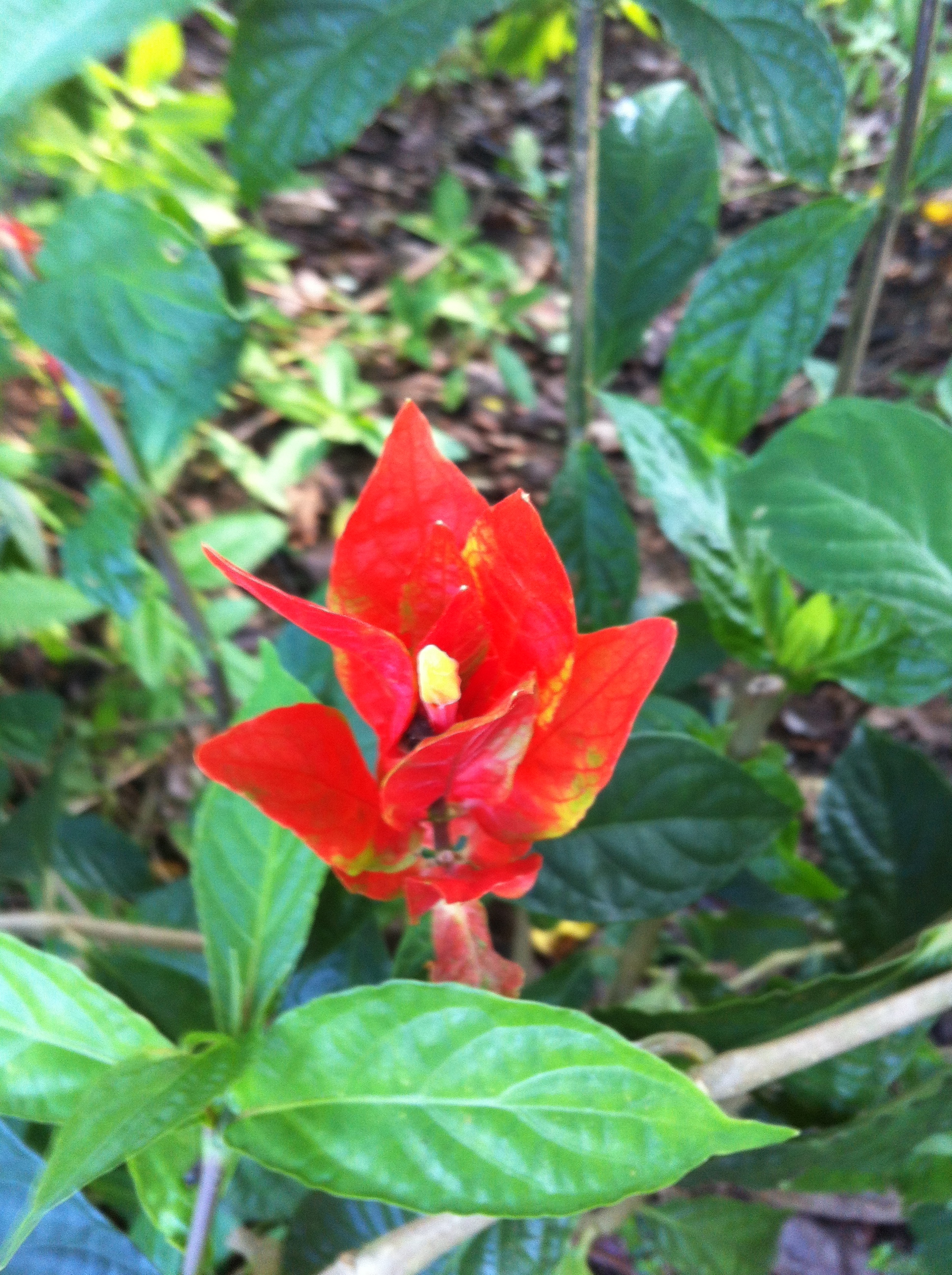
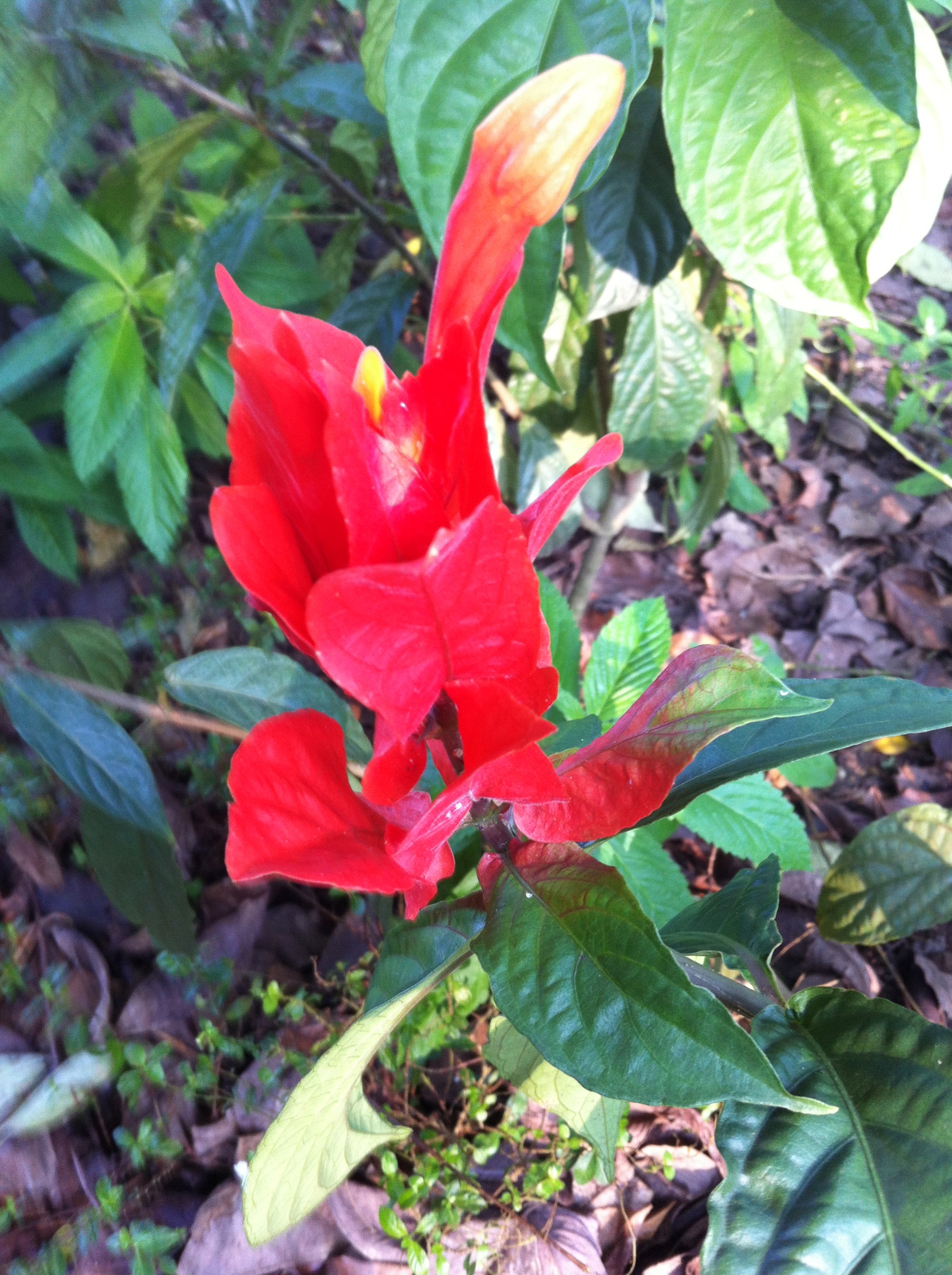

- Ruellia colorata  Baill. 1890